# Charles Caunois
Jean-Baptiste Pierre Charles Caunois, né le 1er septembre 1785 à Auxerre et mort le 19 février 1853 à Belleville, est un sculpteur français.
Il est le frère du sculpteur François Augustin Caunois (1787-1859).

## Biographie
Charles Caunois exposa aux Salons de Paris, de 1848 à 1850, plusieurs médaillons représentant des artistes dramatiques. 
Il demeurait à Belleville, 35, rue de la Villette